# Drago Gabrić
Drago Gabrić (Split, 27 september 1986) is een Kroatische betaald voetballer die bij voorkeur op het middenveld speelt. Hij verruilde in 2015 HNK Rijeka voor FC Koper.

## Auto-ongeluk
Op 23 mei 2011, is hij ernstig gewond geraakt bij een auto-ongeluk in de buurt van de stad Split. Volgens de media, liep Gabrić een schedelbreuk op en lag hij in een coma. Vier dagen later maakte de media bekend dat Gabrić niet meer in coma ligt en dat zijn conditie de goede kant opgaat. Gabrić heeft twee maanden na het ongeluk een tatoeage laten zetten op zijn rechterarm in verband met het ongeluk. Ook liet hij aan de media weten dat hij de Turkse club Trabzonspor voor de rechter zal slepen, vanwege de beëindiging van zijn contract kort na het ongeluk. In zijn interview aan de media zei hij onder andere: Ik ben teleurgesteld, dit was onjuist. Ik voelde de donkere kant van het voetbal. Wat me aangedaan is, is onterecht en ik zal het er niet bij laten. Zijn vader, Tonči Gabrić, die tevens voetballer vroeger was, voegde daaraan toe: Drago herstelt zich snel na het ongeluk en het besluit van de Turkse club is daarom des te meer schokkend. De Turken gedragen zich alsof Drago nooit meer zal voetballen, alsof het hen uitkomt?

## Statistieken

### Internationale wedstrijden
| №                                   | Datum                      | Locatie                          | Wedstrijd                  | Uitslag                    | Competitie                 | Goals                      |
| Als speler van Trabzonspor          | Als speler van Trabzonspor | Als speler van Trabzonspor       | Als speler van Trabzonspor | Als speler van Trabzonspor | Als speler van Trabzonspor | Als speler van Trabzonspor |
| ----------------------------------- | -------------------------- | -------------------------------- | -------------------------- | -------------------------- | -------------------------- | -------------------------- |
| 1.                                  | 14 november 2009           | Cibaliastadion, Vinkovci         | Kroatië – Liechtenstein    | 5 – 0                      | Vriendschappelijk          | 0                          |
| 2.                                  | 3 maart 2010               | Koning Boudewijnstadion, Brussel | België – Kroatië           | 0 – 1                      | Vriendschappelijk          | 0                          |
| 3.                                  | 19 mei 2010                | Hypo-Arena, Klagenfurt           | Oostenrijk – Kroatië       | 0 – 1                      | Vriendschappelijk          | 0                          |
| 4.                                  | 23 mei 2010                | Stadion Gradski vrt, Osijek      | Kroatië – Wales            | 2 – 0                      | Vriendschappelijk          | 1                          |
| 5.                                  | 26 mei 2010                | A. Le Coq Arena, Tallinn         | Estland – Kroatië          | 0 – 0                      | Vriendschappelijk          | 0                          |
| Totaal                              | Totaal                     | Totaal                           | Totaal                     | Totaal                     | Totaal                     | 1                          |
| Laatst bijgewerkt op 30 maart 2015. |                            |                                  |                            |                            |                            |                            |